# 東吾妻町
東吾妻町（日语：／ Higashiagatsuma machi */?）是群馬縣吾妻郡的一町。2006年3月27日設立，由吾妻町與東村合併誕生。日本最短的鐵路隧道樽澤隧道位于該町。